# Erandol
Erandol (o Erandul) è una città dell'India di 30.120 abitanti, situata nel distretto di Jalgaon, nello stato federato del Maharashtra. In base al numero di abitanti la città rientra nella classe III (da 20.000 a 49.999 persone).

## Geografia fisica
La città è situata a 20° 55' 0 N e 75° 19' 60 E e ha un'altitudine di 226 m s.l.m..

## Società

### Evoluzione demografica
Al censimento del 2001 la popolazione di Erandol assommava a 30.120 persone, delle quali 15.565 maschi e 14.555 femmine. I bambini di età inferiore o uguale ai sei anni assommavano a 4.020, dei quali 2.120 maschi e 1.900 femmine. Infine, coloro che erano in grado di saper almeno leggere e scrivere erano 19.514, dei quali 11.277 maschi e 8.237 femmine.